# Belle Epoque
Belle Epoque – polski serial telewizyjny kryminalno-kostiumowy emitowany od 15 lutego do 19 kwietnia 2017. Był produkowany w 2016 roku przez wytwórnię Akson Studio na zlecenie telewizji TVN.

## Fabuła

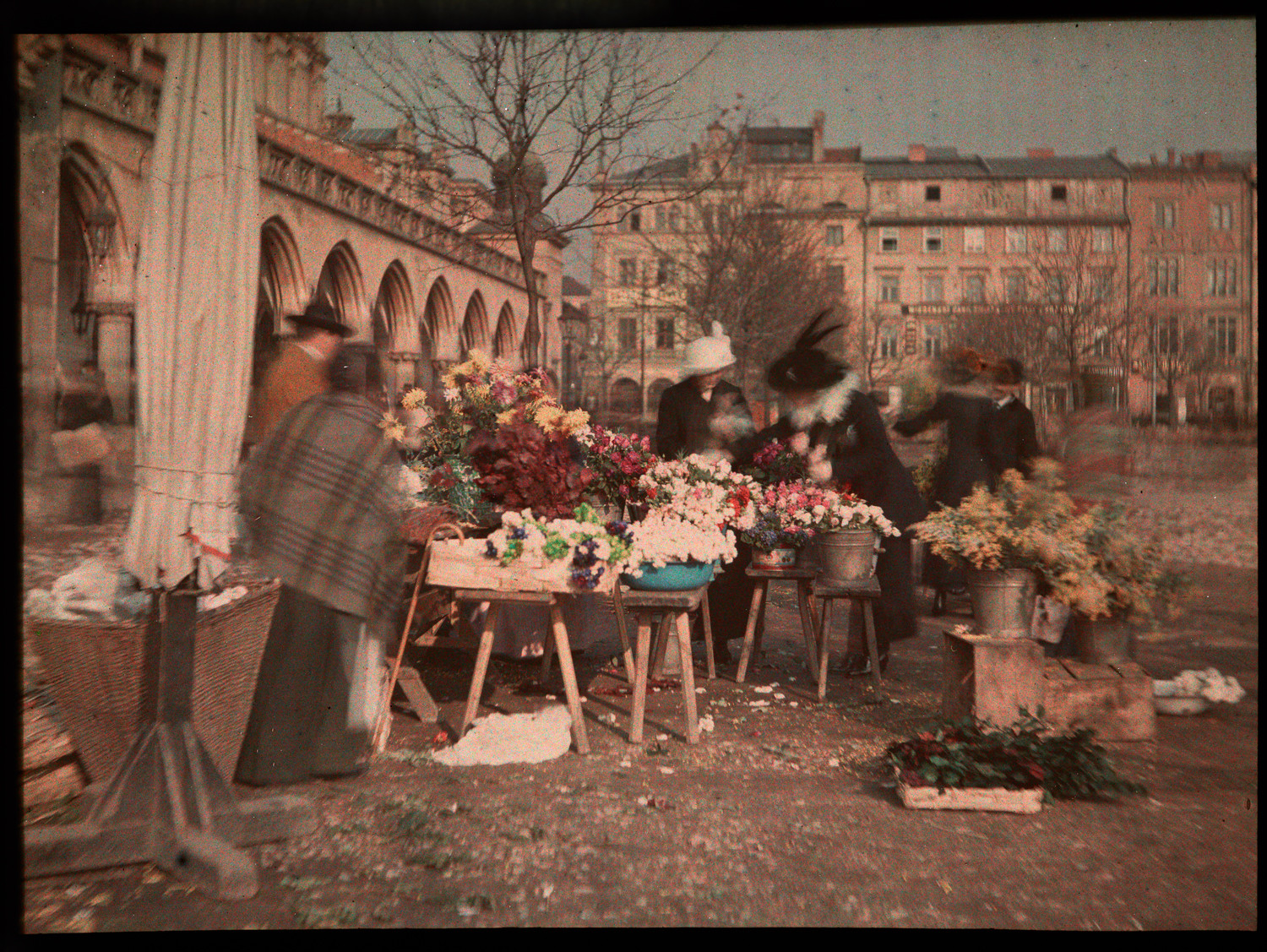
Kraków w okresie belle époque

Akcja toczy się w Krakowie na początku XX wieku, u schyłku belle époque. Jan Edigey-Korycki (Paweł Małaszyński) powraca do rodzinnego miasta, by rozwiązać zagadkę zabójstwa matki. Pomagają mu w tym dawny przyjaciel Henryk Skarżyński (Eryk Lubos) oraz jego siostra Weronika (Anna Próchniak), którzy wspólnie prowadzą pierwsze laboratorium kryminalistyczne w Galicji. W Krakowie Jan spotyka także swoją dawną miłość, Konstancję Morawiecką (Magdalena Cielecka). Każdy odcinek serialu przedstawia osobną sprawę kryminalną. Scenariusz bazuje na rzeczywistych zbrodniach, które miały miejsce na przełomie XIX i XX wieku.

## Produkcja i dystrybucja
Prace nad scenariuszem, tworzonym przez Igora Brejdyganta, Marka Bukowskiego i Macieja Dancewicza, trwały od 2014 roku. Reżyserię powierzono Michałowi Gaździe, zaś za produkcję odpowiadali Katarzyna Bielecka i Michał Kwieciński. Serial został wyprodukowany przez Akson Studio.
Zdjęcia, realizowane w Krakowie i okolicach, Warszawie i Zaborowie, rozpoczęły się w październiku 2016 roku. Na potrzeby serialu przygotowano 150 kostiumów dla aktorów i około 1500 dla statystów, pochodzących między innymi z londyńskiej wypożyczalni kostiumów Angels oraz z czeskiego studia filmowego Barrandov.
Premiera dwóch pierwszych odcinków odbyła się 10 lutego 2017 roku w Teatrze Królewskim w Warszawie, zaś dzień później zaprezentowano je w Galerii Sztuki Polskiej XIX wieku w krakowskich Sukiennicach. Premiera pierwszego odcinka na antenie TVN odbyła się 15 lutego.
W styczniu 2017 roku stacja TVN zapowiedziała produkcję drugiego sezonu, a w sierpniu potwierdziła prowadzenie prac nad scenariuszami do nowej serii, jednak ostatecznie stacja nie skierowała nowego sezonu do produkcji i na początku kolejnego roku TVN ogłosiło, że scenariusze pierwszego sezonu nie spełniły oczekiwań stacji, w związku z czym scenariusze dla sezonu drugiego skierowano do dopracowania.

## Obsada
| Aktor                   | Rola                                               |
| ----------------------- | -------------------------------------------------- |
| Paweł Małaszyński       | Jan Edigey-Korycki                                 |
| Magdalena Cielecka      | Konstancja Morawiecka                              |
| Anna Próchniak          | Weronika Skarżyńska                                |
| Vanessa Aleksander      | Mila                                               |
| Eryk Lubos              | Henryk Skarżyński                                  |
| Olaf Lubaszenko         | Ferdynand Jelinek                                  |
| Eryk Kulm               | Zygmunt Kazanecki                                  |
| Edward Linde-Lubaszenko | Orest                                              |
| Weronika Rosati         | Michalina „Misia” Antczak                          |
| Krzysztof Stasierowski  | Wernicki                                           |
| Mateusz Rusin           | Mikołaj Staruk                                     |
| Grzegorz Przybył        | Franciszek Staruk                                  |
| Marcin Czarnik          | Adam Rawski, dziennikarz „Tygodnika Ilustrowanego” |
| Daniel Chryc            | barman                                             |
| Dariusz Kwaśnik         | ksiądz Adam                                        |

## Lista odcinków
Źródła: 
| Nr | Tytuł                 | Reżyseria    | Scenariusz                                                        | Data premiery    | Oglądalność |
| -- | --------------------- | ------------ | ----------------------------------------------------------------- | ---------------- | ----------- |
| 1  | Święte                | Michał Gazda | Igor Brejdygant, Marek Bukowski, Maciej Dancewicz, Maciej Pisarek | 15 lutego 2017   | 2 900 951   |
| 2  | Kryształki Teichmanna | Michał Gazda | Igor Brejdygant, Marek Bukowski, Maciej Dancewicz                 | 22 lutego 2017   | 2 123 327   |
| 3  | Aniele Boży           | Michał Gazda | Igor Brejdygant, Marek Bukowski, Maciej Dancewicz                 | 1 marca 2017     | 1 924 819   |
| 4  | Trep                  | Michał Gazda | Igor Brejdygant, Marek Bukowski, Maciej Dancewicz                 | 8 marca 2017     |             |
| 5  | Węgiel                | Michał Gazda | Igor Brejdygant, Marek Bukowski, Maciej Dancewicz                 | 15 marca 2017    |             |
| 6  | Adolf                 | Michał Gazda | Igor Brejdygant, Marek Bukowski, Maciej Dancewicz                 | 22 marca 2017    |             |
| 7  | Antoś                 | Michał Gazda | Igor Brejdygant, Marek Bukowski, Maciej Dancewicz                 | 29 marca 2017    |             |
| 8  | Łańcuszek             | Michał Gazda | Igor Brejdygant, Marek Bukowski, Maciej Dancewicz                 | 5 kwietnia 2017  |             |
| 9  | Samobójstwa           | Michał Gazda | Igor Brejdygant, Marek Bukowski, Maciej Dancewicz                 | 12 kwietnia 2017 |             |
| 10 | Ślub                  | Michał Gazda | Igor Brejdygant, Marek Bukowski, Maciej Dancewicz                 | 19 kwietnia 2017 |             |

## Spis serii
| Seria | Seria | Sezon       | Odcinki   | Premiera serii | Finał serii      | Pora emisji | Średnia oglądalność |
| ----- | ----- | ----------- | --------- | -------------- | ---------------- | ----------- | ------------------- |
|       | 1.    | wiosna 2017 | 1–10 (10) | 15 lutego 2017 | 19 kwietnia 2017 | środa 21.30 | 1 892 291           |

## Oglądalność
Pierwszy sezon miał średnią widownię na poziomie 1,89 mln osób (13,94% udziału w rynku, 16,61% w grupie komercyjnej), co podniosło udziały stacji w tym paśmie o 570 tys. widzów. Równocześnie wpływy z reklam nie były zadowalające, biorąc pod uwagę nakłady na produkcję.

## Nawiązania
- Nazwisko głównej postaci, Jana Edigeya-Koryckiego, składa się z pseudonimu i nazwiska rodowego jednego z najpoczytniejszych polskich autorów kryminałów, reprezentującego nurt tzw. powieści milicyjnej, Jerzego Edigeya (właściwie: Jerzego Koryckiego).